# Bhumibol Adulyadej
Bhumibol Adulyadej, per esteso Phumibon Abuyadej Ramadhibodi Chakrinarubodin Sayamindaradhraj Boromanatbophit (in thailandese ภูมิพลอดุลยเดช; trascrizione IPA: [pʰuːmipʰon adunjadeːt]; ; Cambridge, 5 dicembre 1927 – Bangkok, 13 ottobre 2016), è stato re di Thailandia dal 9 giugno 1946 fino alla sua morte, nono sovrano della dinastia Chakri.
Conosciuto anche con il nome di Rama IX, il suo regno è durato oltre settant'anni ed è stato il più lungo della storia del suo Paese, il più lungo tra quelli dei sovrani asiatici (se si escludono alcuni maharaja indiani) ed è al 3º posto nella classifica dei regni più lunghi della storia. È venerato come padre della nazione e l'anniversario del suo compleanno, il 5 dicembre, è stato associato alla festa del papà. Nel 1987 gli venne conferito il titolo di Rama IX il Grande.
Durante il suo regno, la monarchia thailandese riconquistò il carisma e buona parte dei poteri persi dopo la rivoluzione siamese del 1932, quando re Rama VII era stato costretto da un gruppo di militari e intellettuali a concedere la Costituzione e in seguito ad abdicare. Bhumibol riuscì in questo intento nella seconda metà degli anni cinquanta grazie al suo equilibrato operato in campo politico, sociale e religioso, e all'aiuto dell'aristocrazia lealista che si opponeva all'eccessivo potere dell'Esercito. Da quel momento vi fu un'unità di intenti tra la monarchia e una nuova generazione di militari, che si unirono per eliminare il comunismo e fare progressi in campo economico con l'aiuto degli Stati Uniti.
Fu un monarca costituzionale ma intervenne più volte in maniera decisiva nelle scelte governative. Gli è stato riconosciuto di aver agevolato la transizione verso la democrazia della Thailandia nel 1990, anche se sostenne numerosi regimi militari, tra cui quelli di Sarit Dhanarajata (1957-1963), Thanom Kittikachorn (1963-1973) e Prem Tinsulanonda (1980-1989). Nel periodo in cui fu sovrano vi furono 26 primi ministri, 19 costituzioni e 15 tentati colpi di Stato, di cui 9 portati a termine. Esercitò la sua influenza anche per fermare i colpi di Stato del 1981 e nel 1985 ai danni del governo del generale Tinsulanonda, rifiutandosi di riconoscere l'autorità dei militari che li avevano promossi. Fu accusato di preferire le dittature militari ai governi eletti democraticamente, ma i monarchici ritengono che i suoi limitati poteri costituzionali non gli consentissero di comportarsi diversamente.
Bhumibol è rispettato e venerato da molti thailandesi, per i quali il re è legalmente considerato "inviolabile" e l'offesa alla sua dignità, la lesa maestà, viene punita con pene che possono arrivare a 15 anni di detenzione. Dopo il colpo di Stato militare che pose fine al governo Thaksin nel 2006, tra i motivi con cui i vertici dell'Esercito giustificarono il proprio operato vi fu l'accusa all'ex primo ministro di cospirare con i comunisti per rovesciare la monarchia, caso estremo di lesa maestà.
In un discorso pubblico, nel 2005 Bhumibol invitò i thailandesi a esprimere le proprie critiche contro la sua persona, se lo ritenevano giusto, ma molti cittadini che in seguito lo criticarono furono arrestati. L'organizzazione non governativa Human Rights Watch, che si occupa della difesa dei diritti umani, ritiene che la legge sulla lesa maestà in Thailandia venga usata dalle élite che controllano il Paese per reprimere le opposizioni.

## Biografia

### Infanzia
Il principe Bhumibol nacque al Mount Auburn Hospital di Cambridge, in Massachusetts, dove il padre stava per ottenere la laurea magistrale all'Università di Harvard. Il giorno della sua nascita fu lunedì, che nella tradizione thailandese è simboleggiato dal colore giallo; quando divenne sovrano adottò quindi il giallo come simbolo personale. Il nome Bhumibol Adulyadej significa "forza dell'incomparabile potere del Paese". Era il figlio più giovane del principe Mahidol Adulyadej e di Sangwan, una donna comune che in seguito avrebbe acquisito il titolo di Principessa Madre con il nome Srinagarindra. Il padre era il 69º figlio di re Chulalongkorn (Rama V, regno dal 1868 al 1910) e di una consorte minore, ed era quindi fratellastro di re Prajadhipok (Rama VII, regno dal 1925 al 1935), la cui madre era regina consorte di Chulalongkorn. Mahidol Adulyadej fu uno dei principali innovatori tra i membri della casa reale, il suo impegno e i traguardi raggiunti nel campo della medicina gli assicurarono nel Paese l'appellativo di 'padre della professione medica moderna'.
Nell'anno in cui nacque, Bhumibol ottenne dallo zio Prajadhipok il titolo di Phra Worawong Ther Phra Ong Chao (un rango principesco più alto rispetto a quello che aveva in precedenza) insieme al fratello Ananda Mahidol e alla sorella Galhiani Vadhana. Pochi mesi dopo la famiglia rientrò in Siam, nome che aveva allora la Thailandia, dove Bumibhol frequentò per un breve periodo le elementari nella scuola cattolica Mater Dei di Bangkok. Nel 1929 il padre morì e tre anni dopo ebbe luogo la cosiddetta rivoluzione siamese del 1932, un colpo di Stato con cui un gruppo comprendente giovani progressisti e una fazione dell'esercito costrinse re Prajadhipok a concedere la monarchia costituzionale. L'istituzione reale fu in breve surclassata dalle gerarchie militari e diversi membri della famiglia reale si rifugiarono all'estero.

### Trasferimento in Europa e ascesa al trono del fratello
L'anno successivo, Sangwan scelse per la famiglia il trasferimento in Svizzera, dove Bhumibol frequentò la École Nouvelle de la Suisse Romande di Losanna. Il 2 marzo 1934 re Prajadhipok abdicò dopo essersi auto-esiliato in Inghilterra, in aperta ostilità all'autocratica gestione del potere da parte della nuova classe dirigente. Non aveva figli né fratelli maschi e la famiglia di più alto rango era quella di Bhumibol, fu così che il fratello maggiore Ananda Mahidol fu eletto re dall'Assemblea Nazionale, il parlamento siamese, all'età di 9 anni. Furono nominati dei reggenti e la famiglia continuò a vivere in Svizzera, con Bhumibol elevato al rango di Chao Fa, il più alto tra quelli conferiti ai principi siamesi.
Nel 1938 tornò in Siam, ma a causa dello scoppio della seconda guerra mondiale fece nuovamente ritorno in Svizzera per completare gli studi e rimanere al sicuro fino alla fine del conflitto. Al Gymnase Classique Cantonal di Losanna ottenne il baccalauréat des lettres. Il 24 giugno 1939 il Siam cambiò il nome in Thailandia per ordine del dittatore Phibun, il generale nazionalista che nel frattempo aveva egemonizzato il potere e vedeva di cattivo occhio la provenienza cinese del nome Siam. Il Paese riprese il vecchio nome Siam nel 1945, dopo la sconfitta degli alleati giapponesi nella guerra mondiale, e avrebbe assunto in via definitiva la denominazione Thailandia l'11 maggio 1949. Dopo le scuole superiori, Bhumibol si iscrisse alla Facoltà di Scienze dell'Università di Losanna, ma gli avvenimenti che seguirono lo costrinsero ad abbandonare questi studi.

### Morte del fratello e ascesa al trono
Al termine del conflitto mondiale, nel dicembre 1945 la famiglia reale tornò in Siam e Ananda Mahidol fu accolto dall'affetto dei connazionali, felici di riavere il re in patria. La monarchia era rimasta nel cuore del popolo malgrado gli sforzi delle giunte militari di screditarla.. Il 9 giugno 1946, pochi giorni prima del suo ritorno in Svizzera per completare gli studi in Legge, Ananda Mahidol fu trovato assassinato da un colpo di pistola alla testa mentre si trovava nella sua camera da letto in uno degli edifici del Grande palazzo reale. Le circostanze che portarono all'omicidio sono tuttora avvolte dal mistero, e nemmeno i successivi processi legali riuscirono a chiarirle, malgrado le condanne ed esecuzioni di tre sospettati.
In un'intervista concessa alla BBC e trasmessa nel 1980, Bhumibol, ultimo dei familiari ad aver visto il re, dichiarò che alcune prove furono occultate e che i tentativi di risalire alla verità furono ostacolati per motivi politici. Come previsto dalla legge di successione dinastica in vigore nel Paese, quello stesso giorno Bhumibol divenne re del Siam; aveva solo 18 anni e mezzo. Ananda Mahidol non aveva avuto il tempo di essere incoronato, ma il fratello gli assegnò postumo il lungo nome cerimoniale che spetta ai monarchi del Paese.

### Primi anni di regno e matrimonio
Fu nominato reggente lo zio Rangsit Prayurasakdi, vecchio amico del padre, e Bhumibol tornò in Svizzera a studiare Legge e Scienze Politiche, allo scopo di acquisire conoscenze utili al suo futuro di sovrano. In quel periodo la scena politica aveva per protagonisti i progressisti guidati da Pridi Banomyong e i militari, entrambi protagonisti dalla rivoluzione del 1932 e decisi a indebolire la monarchia; vi erano inoltre i lealisti che invece volevano la monarchia al centro della vita politica. Durante il nuovo soggiorno svizzero, nel 1947 Bhumibol ratificò il colpo di Stato militare appoggiato dai monarchici, quando fu rovesciato il governo civile progressista che aveva costretto alle dimissioni Phibun e faceva riferimento al movimento Seri Thai, nato in funzione anti-giapponese verso la fine della seconda guerra mondiale. Tale evento decretò la fine della prima esperienza democratica in Thailandia e restituì il potere ai militari, che l'avrebbero detenuto ininterrottamente per i successivi 26 anni. In particolare fu riabilitato il dittatore Phibun, uno dei principali artefici del colpo di Stato del 1932 e dell'entrata in guerra del Paese a fianco del Giappone.
Il governo fu comunque affidato al civile Khuang Aphaiwong del Partito Democratico, formazione conservatrice filo-monarchica. Tra le leggi emanate dal nuovo esecutivo vi fu la riforma dell'Agenzia della Proprietà della Corona, l'istituto filo-governativo che gestiva i beni della monarchia dopo l'abdicazione di Rama VII; con questa legge fu affidato a Bhumibol buona parte del controllo dell'Agenzia. La Carta costituzionale del 1947 concesse altri vantaggi alla monarchia tra cui l'istituzione del Consiglio supremo di Stato, organo addetto ad assistere il sovrano nelle sue decisioni. L'operato del nuovo governo non soddisfò la fazione militare guidata da Phibun, che prese il potere con il nuovo colpo di Stato del 1948. Sempre dalla Svizzera, nel 1949 il re accettò la nuova Costituzione che consegnò alla monarchia ulteriori privilegi persi dopo il colpo di Stato del 1932. Uno dei privilegi fu la formazione del Consiglio privato del re, che prese il posto ed ebbe più poteri del Consiglio supremo di Stato.
Durante gli anni universitari, Bhumibol frequentò spesso Parigi e visitò l'ambasciata nazionale in Francia. In questa occasione conobbe la principessa Sirikit, figlia dell'ambasciatore e bisnipote di Rama V, e i due cominciarono a frequentarsi. Il 4 ottobre 1948, il re fu vittima di un grave incidente stradale che gli costò la perdita della vista dall'occhio destro. Durante la lunga convalescenza Sirikit andò a trovarlo spesso e conobbe la madre di Bhumibol, che la incoraggiò a proseguire i rapporti con il figlio e la invitò a trasferirsi in Svizzera. La coppia si fidanzò ufficialmente nel 1949, il 28 aprile 1950 si unì in matrimonio a Bangkok ed ebbe 4 figli:
- S.A.R. Ubolratana Rajakanya, nata il 5 aprile 1951 a Losanna, Svizzera;
- S.A.R. Principe ereditario Vajiralongkorn, nato il 28 luglio 1952;
- S.A.R. Principessa Sirindhorn, 2 aprile 1955;
- S.A.R. Principessa Chulabhorn Walailak, 4 luglio 1957.

### Incoronazione e titoli
Bhumibol fu incoronato secondo la tradizione thailandese il 5 maggio 1950 al Grande Palazzo Reale di Bangkok; durante la cerimonia promise pubblicamente di voler "regnare in modo virtuoso per il bene e la felicità del popolo". In quell'occasione la sua consorte fu nominata regina. Il 5 maggio è stato quindi festeggiato tutti gli anni nel Paese come giorno dell'incoronazione, dichiarato festa nazionale.
Il nome ufficiale completo di Rama IX è:
(TH)  พระบาทสมเด็จพระปรมินทรมหาภูมิพลอดุลยเดช มหิตลาธิเบศร รามาธิบดี จักรีนฤบดินทร์ สยามินทราธิราช บรมนาถบพิตร
Trascrizione RTGS: Prabat Somdej Pra Poramindara Maha Bhumibol Adulyadej Mahitaladhibet Ramadhibodi Chakrinarubodin Sayamindaradhraj Boromanatbophit
)
La traduzione letterale del titolo è la seguente:
- Phra: pronome riservato a persone di rango molto alto, simile a 'Eccellenza'. Deriva dal sanscrito vara (eccellente).
- Bat: 'piede', dal sanscrito pāda. Phrabat è il titolo riservato ai re che sono stati incoronati.[24]
- Somdet: 'Signore', dal khmer samdech (eccellenza).
- Paraminthra: 'grande guida'. Dal sanscrito parama (grande) + Indra (signore, guida)
- Maha: 'grande', dal sanscrito maha
- Bhumibol: 'forza del Paese, dal sanscrito bhūmi (Paese) +bala (forza)
- Adulyadej: 'potere incomparabile, dal sanscrito atulya (incomparabile) + teja (potere)
- Mahitalathibet: 'figlio di Mahidol'
- Ramathibodi: 'Rāma (l'avatar della divinità indiana Visnù) il grande governante', dal sanscrito rāma + adhi (grande) + patī (presidente)
- Chakkrinaruebodin: 'capo degli uomini della casa reale Chakri', dal sanscrito cakrī + naṛ (uomini) + patī (governante)
- Sayamminthrathirat: 'il grande re del Siam', da Siam (vecchio nome della Thailandia) + i termini sanscriti indra (capo) + adhi (grande) + rāja (re)
- Borommanatthabophit: 'il reale grande rifugio', dal sanscrito parama (grande) + nātha (colui dal quale altri dipendono, o anche potere/diritto) + pavitra (reale)

Conosciuto all'estero soprattutto come Rama IX, in Thailandia veniva anche chiamato Nai Luang (ในหลวง, "il re"), Phra Chao Yu Hua (พระเจ้าอยู่หัว, re sopra le teste), Chao Chiwit ("signore di vita") e con il più formale Phrabat Somdet Phra Chao Yu Hua (พระบาทสมเด็จพระเจ้าอยู่หัว), mentre nei documenti legali compariva come Phrabat Somdet Phra Paraminthara Maha Bhumibol Adulyadej (พระบาทสมเด็จพระปรมินทรมหาภูมิพลอดุลยเดช). Si firmava ภูมิพลอดุลยเดช ป.ร. (Bhumibol Adulyadej Po Ro).

### Ruolo nella politica nazionale

#### Periodo di Plaek Phibunsongkhram (1947-1957)

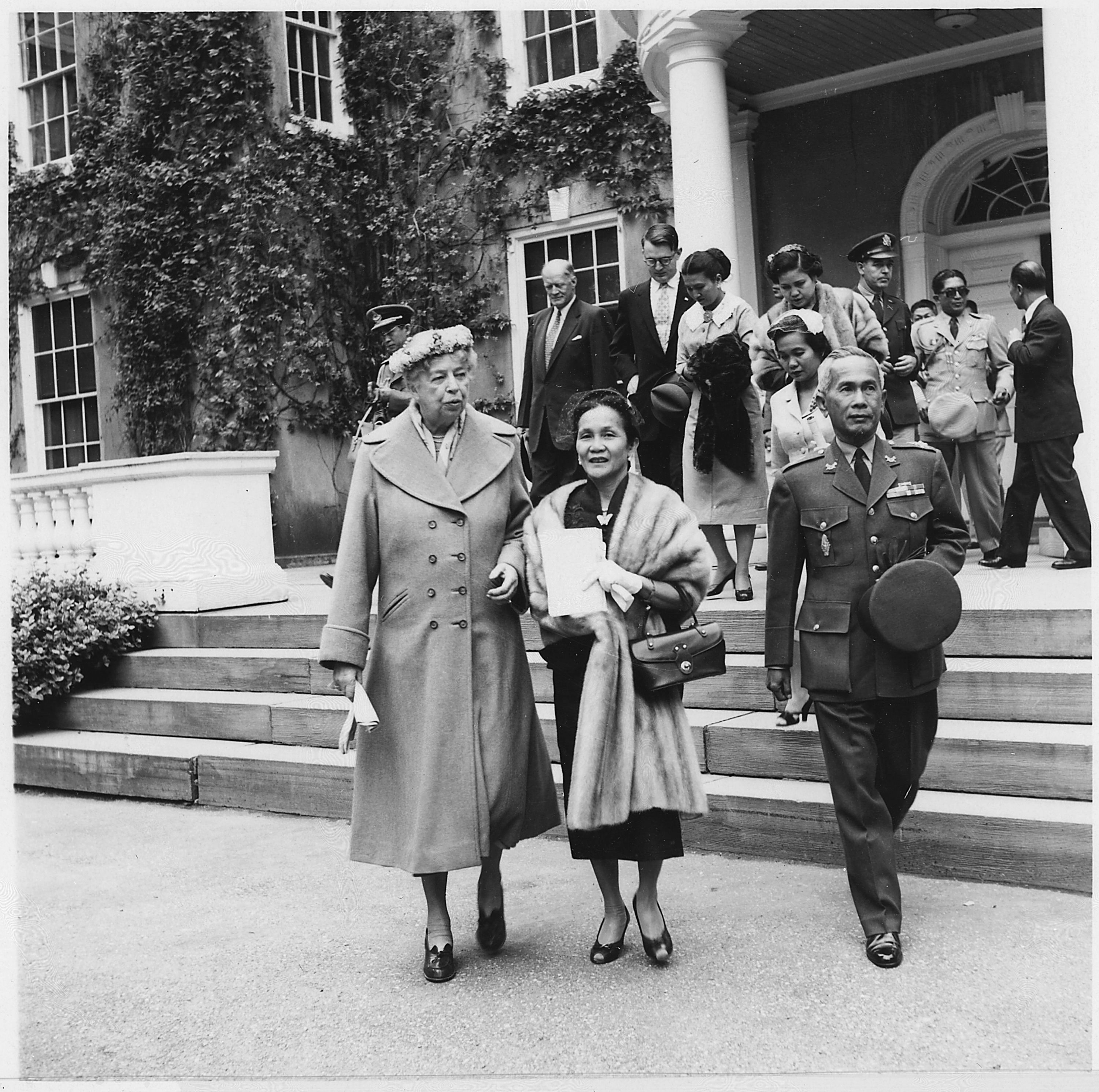
Phibunsongkhram con la moglie e Eleanor Roosevelt

Nei primi anni di regno, durante il governo del dittatore militare Phibun, Bhumibol non ebbe rilevante potere politico e fu soprattutto una figura cerimoniale. Il Chom Phon Phibun era stato uno dei promotori del colpo di Stato chiamato rivoluzione siamese del 1932 ed era stato inoltre protagonista nel relegare i membri della casa reale a un ruolo puramente simbolico. Grazie agli agganci nell'esercito, Phibun era riemerso ai vertici della vita politica malgrado avesse trascinato il Paese nella seconda guerra mondiale al fianco dell'Impero del Giappone. Il dopoguerra segnò l'inizio della guerra fredda e gli Stati Uniti individuarono nella Thailandia il baluardo contro l'avanzata del comunismo nel Sud-est asiatico; Bhumibol fu testimone del progressivo coinvolgimento del proprio Paese nella politica imperialistica e anticomunista statunitense nella regione.
Nonostante lo scarso coinvolgimento nella politica, con l'aiuto dell'aristocrazia lealista acquistò in questo periodo grande ascendente sulla popolazione come protettore del buddhismo, rilanciando antichi rituali sacri nei templi, presiedendo la cerimonia dell'aratura reale ecc. Dopo la morte della nonna Savang Vadhana, trascorse il periodo tra il 22 ottobre ed il 5 novembre 1956 come monaco buddhista al Wat Bowonniwet di Bangkok, secondo una tradizione osservata dai thailandesi buddhisti maschi alla morte dei parenti stretti; in quei giorni la regina Sirikit fu la sua reggente ed in seguito le fu quindi riconosciuto il titolo di regina reggente (Phra Boromarajininat).
Nel febbraio del 1957 le elezioni furono vinte dal partito di Phibun ma il leader dell'opposizione generale Sarit Thanarat protestò per presunti brogli elettorali. In quel periodo vi era inoltre stato un avvicinamento tra Phibun e la Cina comunista che aveva destato grandi preoccupazioni negli ambienti conservativi e negli Stati Uniti. Nell'agosto 1957, il generale Sarit accusò Phibun di lesa maestà per il comportamento tenuto in occasione della celebrazione per i 2500 anni del Buddhismo. Il successivo 16 settembre, Phibun si recò da Bhumibol per cercare appoggio al proprio governo, ma il re gli suggerì di presentare le dimissioni per evitare un colpo di Stato, Phibun rifiutò e quella stessa sera Sarit prese il potere. Due ore dopo Bhumibol dichiarò la legge marziale valida su tutto il territorio nazionale e proclamò Sarit "difensore militare della capitale" senza che nessuno controfirmasse. Phibun scelse la via dell'esilio in Giappone, dove rimase fino alla morte.

Rama IX e Sirikit nel 1959

#### Periodo di Sarit Thanarat e Thanom Kittikachorn (1957-1973)
Prima di salire al potere, Sarit aveva destato perplessità negli Stati Uniti per la campagna elettorale populista con cui aveva criticato l'eccessiva influenza americana in Thailandia, ma dissolse presto ogni dubbio rivelandosi uno stretto alleato degli USA. Con l'avallo degli statunitensi, legittimò il proprio potere restituendo alla monarchia grande prestigio e ulteriori privilegi; Bhumibol poté godere di grande autonomia, negata ai sovrani dopo la rivoluzione del 1932. I suoi viaggi nelle province e all'estero furono frequenti e lo resero benvoluto dalla popolazione, furono ripristinate in suo onore prestigiose cerimonie rituali regali e religiose, fu lasciato libero di dare il via a progetti di sviluppo rurale a cui teneva particolarmente ecc. Il suo compleanno fu dichiarato giorno di festa nazionale, che dal 1932 coincideva con il giorno della rivoluzione.
Con i finanziamenti statunitensi, Sarit diede grande sviluppo all'economia del Paese e si assicurò quindi il consenso di una larga fascia della popolazione. Si registrarono i fenomeni di un enorme incremento demografico e dell'urbanesimo, vi fu un notevole aumento di corruzione, prostituzione e consumo di stupefacenti. Si venne a creare una consistente classe media ed ebbe grande sviluppo l'istruzione pubblica, con la formazione basata sul nazionalismo di una nuova generazione di studenti. Sarit esercitò una repressione senza precedenti sulle opposizioni, nonché sulle minoranze etniche e religiose ribelli. L'esercito fu potenziato e dotato di moderna tecnologia. In cambio garantì agli americani una costante lotta al comunismo e, con l'acutizzarsi della guerra del Vietnam, nel 1962 permise l'ingresso nel Paese delle prime truppe statunitensi. Alla morte di Sarit, avvenuta nel 1963, Rama IX ordinò un periodo di lutto nazionale e patrocinò la cerimonia di cremazione.
La carica di primo ministro fu subito affidata a Thanom Kittikachorn, il vice di Sarit, che avrebbe monopolizzato la scena politica nazionale fino al 1973. Continuò la politica filo-statunitense del predecessore, inviando truppe in Laos per fronteggiare i guerriglieri del Pathet Lao, fornendo agli americani le basi aeree del nord-est per i bombardamenti sul Vietnam e attuando una dura repressione anticomunista nel Paese. A sua volta ottenne in cambio dai nordamericani consistenti finanziamenti. Continuò anche le riforme tese a migliorare l'economia nazionale; l'aumento della scolarizzazione creò una fascia di intellettuali che si opposero alla sua dittatura e crearono un movimento di stampo socialista. Il tentativo di Thanom di estirpare queste istanze fu particolarmente duro ma non ottenne il risultato sperato. In quegli anni, le visite di Bhumibol nelle zone dove era presente la guerriglia comunista affievolirono l'influenza dei ribelli tra la popolazione; la sua figura divenne importante nella lotta al comunismo nel Paese.
Verso la fine degli anni sessanta espresse più volte disaccordo con la condotta violenta del governo, auspicando un ritorno alla democrazia. La durezza della repressione e la grave corruzione che caratterizzarono i governi di Thanom aumentarono il pubblico malcontento e le opposizioni organizzarono imponenti dimostrazioni. La rivolta studentesca del 1973 pose fine alla sua egemonia politica; al termine di tre giorni di scontri, ai quali prese parte un numero enorme di dimostranti, fu costretto a rassegnare le dimissioni e all'esilio da re Bhumibol, che durante gli attacchi delle forze dell'ordine aveva aperto le porte del suo palazzo per proteggere i manifestanti.

#### Breve periodo di democrazia, strage dell'Università Thammasat e nuovi colpi di Stato militari (1973-1980)
Ebbe inizio un nuovo periodo democratico per il Paese, con gli alti gradi dell'esercito confinati ai margini della formazione governativa. Nei tre anni successivi si alternarono diversi governi e i contrasti nati tra le varie fazioni civili della politica crearono i presupposti per un nuovo colpo di Stato militare. La fine dalla guerra del Vietnam nell'aprile del 1975 decretò il trionfo dei comunisti in Vietnam, Laos e Cambogia e molti temettero che il prossimo obiettivo dei comunisti fosse quello di conquistare il potere in Thailandia.
Nel periodo immediatamente successivo alla cacciata di Kittikachorn, Bhumibol prese le distanze dalle forze dell'ordine, ma con la presa del potere comunista nei paesi vicini e la crescente minaccia della guerriglia comunista thailandese, nel 1975 il sovrano riprese ad avere un rapporto privilegiato con i militari. Temendo le conseguenze che avrebbero potuto derivare dalla situazione, iniziò a visitare caserme e campi militari, mettendo in guardia la popolazione contro le minacce interne ed esterne che intendevano destabilizzare il paese. Nello stesso periodo iniziò a supportare gruppi di destra dotati di unità paramilitari come i Gaur Rossi e gli Scout del Villaggio, nati per fronteggiare studenti e dissidenti accusati di voler portare al potere i comunisti.
Al clima di tensione che si stava creando contribuirono le incerte condizioni economiche del Paese; gli scioperi e le grandi dimostrazioni popolari del gennaio del 1976 costrinsero il governo ad accettare le richieste dei sindacati, tra le veementi proteste dei gruppi più radicali delle destre.
I militari avevano intanto pianificato il colpo di Stato che ebbe luogo il 6 ottobre 1976, poche ore dopo il massacro dell'Università Thammasat perpetrato a Bangkok da reparti di polizia e formazioni paramilitari ai danni di studenti e operai che protestavano per il ritorno, orchestrato dall'esercito, di Kittikachorn dall'esilio. Il ruolo che ebbe il re in quei giorni fu controverso, anche per il supporto che la monarchia dava agli Scout del Villaggio, uno dei gruppi paramilitari responsabili della strage. Bhumibol giustificò il colpo di Stato sostenendo che era stato una manifestazione della volontà del popolo.
Con la fine della breve esperienza democratica cominciò una nuova stagione di feroce repressione sulle opposizioni da parte del nuovo governo controllato da Thanin Kravichien, un giurista monarchico anti-comunista particolarmente vicino al re e membro del movimento Nawaphon, un altro gruppo i cui attivisti avevano partecipato alla strage delle Thammasat. Il suo governo fu secondo alcuni osservatori il più repressivo nella storia della Thailandia, migliaia di dissidenti furono arrestati, vennero soppressi partiti e organizzazioni studentesche, la stampa fu sottoposta a una ferrea censura ecc., molti che avevano aderito alle proteste si unirono alla guerriglia guidata dal Partito Comunista della Thailandia. Fu previsto l'eventuale ritorno alla democrazia secondo un piano di dodici anni.
Le azioni della guerriglia comunista si intensificarono e si temette di arrivare a una guerra civile, il malcontento tra la popolazione crebbe; anche gli Stati Uniti espressero preoccupazione per il mancato rispetto per i diritti umani in Thailandia. Questi furono alcuni dei motivi per cui i militari che avevano organizzato il colpo di Stato del 1976 ne organizzarono uno nuovo l'anno dopo, con il quale Thanin fu rimosso e al suo posto divenne primo ministro il più moderato generale Kriangsak Chomanan. Questi eventi portarono Bhumibol ad aderire negli anni che seguirono alle politiche repressive e anticomuniste delle dittature militari.

#### L'ultima parte del regno e la scomparsa

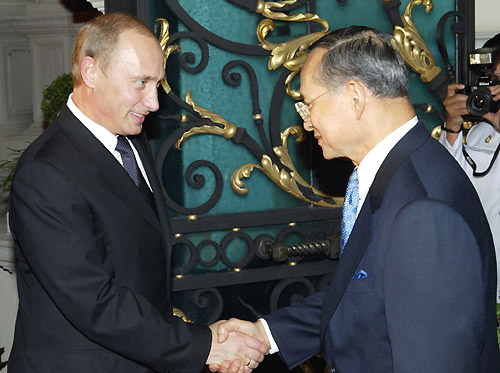
Bhumibol incontra Putin nel 2003

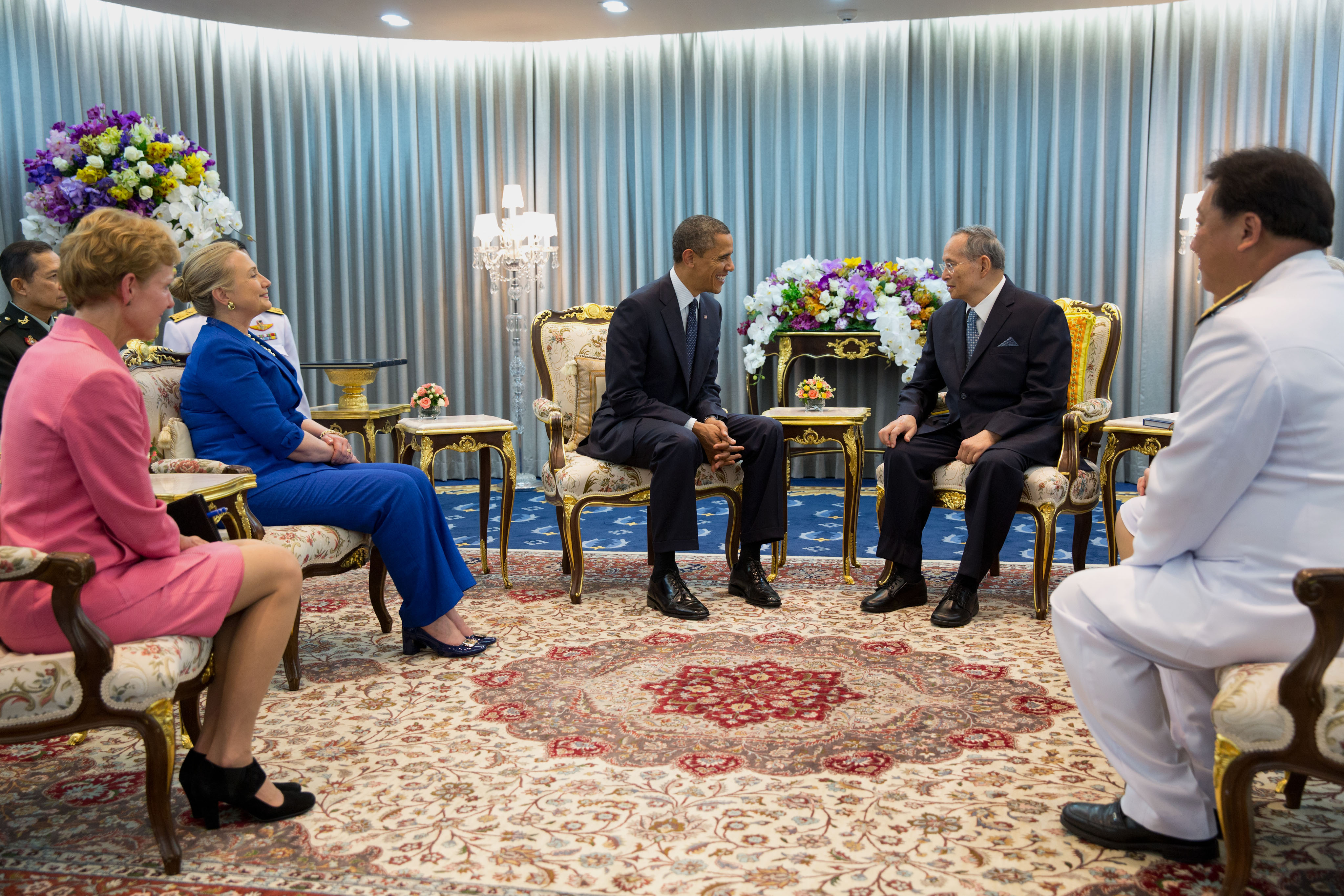
Bhumibol e Barack Obama nel 2012

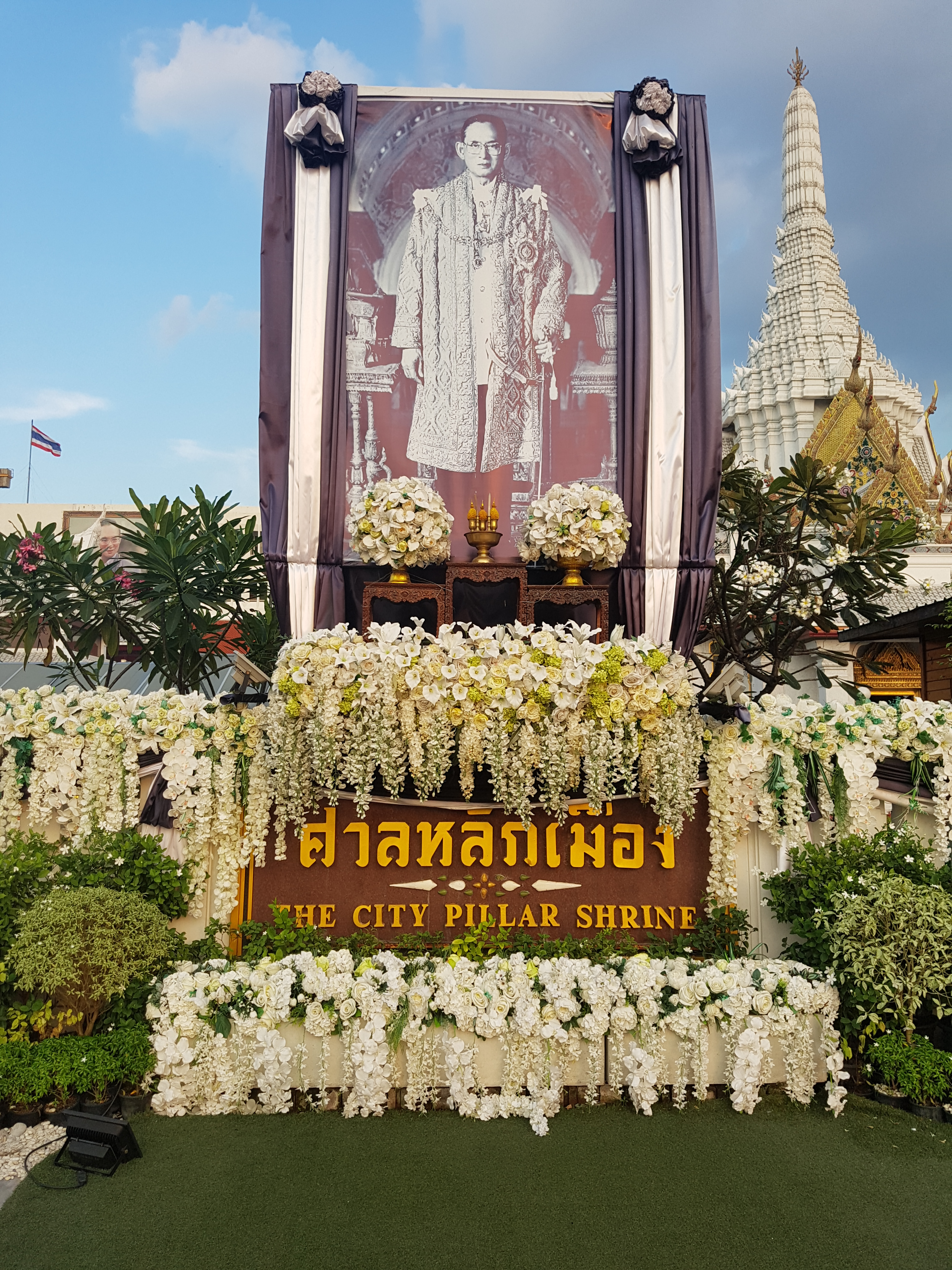
Monumento funerario di Rama IX

A partire dal 2004 si aggravarono alcuni problemi di salute del re, che fu spesso ricoverato per mal di schiena, malattia di Parkinson e depressione, trovandosi costretto a disertare eventi ufficiali che normalmente presiedeva. Nel settembre del 2009 fu ricoverato presso l'ospedale Siriraj di Bangkok, in seguito a un grave attacco di polmonite, e lasciò la struttura solo occasionalmente per presenziare a eventi particolarmente importanti; fu dimesso definitivamente il 2 agosto 2013. La sua età avanzata e le precarie condizioni di salute innescarono in Thailandia un dibattito sulla sua successione; molti dei suoi sudditi temevano che l'erede al trono, il principe Vajiralongkorn, non avesse il carisma e la statura politica del padre. Temevano inoltre che, alla luce della precaria stabilità del Paese dovuta alle lotte politiche degli ultimi anni, si prospettassero tempi difficili per la Thailandia dopo la morte di Bhumibol, che con la sua personalità aveva contribuito in modo determinante a tenere unito il Paese.
Con l'elezione del 2007 ebbe fine la dittatura militare, ma il Partito del Potere Popolare alleato di Thaksin che aveva vinto le elezioni fu disciolto l'anno dopo dalla Corte costituzionale, che proibì le cariche pubbliche a molti dei suoi membri. Vi fu un rimescolamento di alleanze in Parlamento e il governo passò senza elezioni ai conservatori del Partito Democratico con una coalizione vicina alle Forze Armate. Nella primavera del 2010 scesero in piazza le "camicie rosse" che sostenevano Thaksin reclamando nuove elezioni, il duro intervento delle forze dell'ordine provocò 88 morti e 2.000 feriti.

Le elezioni del 2011 videro il trionfo di Yingluck Shinawatra, sorella di Thaksin, e nel 2014 vi fu un nuovo colpo di Stato per estromettere definitivamente il magnate delle telecomunicazioni, mentre il potere fu consegnato nelle mani del comandante in capo dell'esercito e leader del golpe generale Prayut Chan-o-cha, col consenso del re.
Afflitto da tempo da un'infezione polmonare, problemi cardiaci e idrocefalia, si spense il 13 ottobre 2016 all'età di 88 anni. Gli succedette il figlio Vajiralongkorn, la cui incoronazione fu fissata dopo il periodo di lutto e la cremazione del padre. Alla grande cerimonia di cremazione del 26 ottobre 2017, che ebbe luogo nel campo reale di Bangkok, partecipò una folla stimata in diverse centinaia di migliaia di persone provenienti da tutta la Thailandia. Le ceneri furono sepolte il 30 ottobre nel Wat Bowonniwet, nel distretto Phra Nakhon di Bangkok.

## Patrimonio
Nel 2010, la rivista statunitense Forbes stimò in 30 miliardi di dollari il patrimonio personale di Bhumibol, che comprendeva le sue proprietà amministrate dall'Agenzia della Proprietà della Corona, istituto che durante il suo regno fu portato sotto il suo controllo, in collaborazione con un gruppo di direttori tra cui il ministro delle finanze. Forbes lo mise inoltre al primo posto nella lista dei reali più ricchi al mondo. Queste stime comprendono terreni che la famiglia reale sosteneva non fossero di proprietà del re ma della monarchia.
L'Agenzia della Proprietà della Corona fa affari privati, gestendo affitti di terreni, alberghi di lusso in Thailandia e all'estero ecc., con il vantaggio di non pagare le tasse. Inoltre, il reale giro di affari che amministrava era portato a conoscenza del solo re Bhumibol.
L'agenzia stanziava inoltre fondi per il benessere pubblico, ad esempio per lo sviluppo dell'occupazione giovanile. Lo stesso Bhumibol fece donazioni per la realizzazione di numerosi progetti di sviluppo in Thailandia, in particolare nei settori agricolo, ambientale, della salute pubblica, della promozione del lavoro, delle risorse idriche, delle comunicazioni e del benessere pubblico.

## Ascendenza
|                                           |                    |                             | Genitori                                    |  |  | Nonni |  |  | Bisnonni                    |  |  | Trisnonni                                   |  |
|                                           |                    |                             |                                             |  |  |       |  |  | 8. Mongkut (Rama IV) (= 10) |  |  | 16. Buddha Loetla Nabhalai (Rama II) (= 20) |  |
|                                           |                    |                             |                                             |  |  |       |  |  | 8. Mongkut (Rama IV) (= 10) |  |  | 16. Buddha Loetla Nabhalai (Rama II) (= 20) |  |
|                                           |                    | 17. Sri Suriyendra (= 21)   |                                             |  |  |       |  |  | 8. Mongkut (Rama IV) (= 10) |  |  |                                             |  |
| 4. Chulalongkorn (Rama V)                 |                    |                             |                                             |  |  |       |  |  | 8. Mongkut (Rama IV) (= 10) |  |  |                                             |  |
|                                           |                    | 9. Debsirindra              | 18. Principe Siriwong                       |  |  |       |  |  |                             |  |  |                                             |  |
|                                           |                    | 9. Debsirindra              | 18. Principe Siriwong                       |  |  |       |  |  |                             |  |  |                                             |  |
|                                           |                    | 9. Debsirindra              | …                                           |  |  |       |  |  |                             |  |  |                                             |  |
| 2. Mahidol Adulyadej, Principe di Songkla |                    | 9. Debsirindra              |                                             |  |  |       |  |  |                             |  |  |                                             |  |
|                                           |                    | 10. Mongkut (Rama IV) (= 8) | 20. Buddha Loetla Nabhalai (Rama II) (= 16) |  |  |       |  |  |                             |  |  |                                             |  |
|                                           |                    | 10. Mongkut (Rama IV) (= 8) | 20. Buddha Loetla Nabhalai (Rama II) (= 16) |  |  |       |  |  |                             |  |  |                                             |  |
|                                           |                    | 10. Mongkut (Rama IV) (= 8) | 21. Sri Suriyendra (= 17)                   |  |  |       |  |  |                             |  |  |                                             |  |
| 5. Savang Vadhana                         |                    | 10. Mongkut (Rama IV) (= 8) |                                             |  |  |       |  |  |                             |  |  |                                             |  |
|                                           |                    | 11. Piam Sucharitakul       | 22. Taeng Sucharitakul                      |  |  |       |  |  |                             |  |  |                                             |  |
|                                           |                    | 11. Piam Sucharitakul       | 22. Taeng Sucharitakul                      |  |  |       |  |  |                             |  |  |                                             |  |
|                                           |                    | 11. Piam Sucharitakul       | …                                           |  |  |       |  |  |                             |  |  |                                             |  |
| 1. Bhumibol Adulyadej (Rama IX)           |                    | 11. Piam Sucharitakul       |                                             |  |  |       |  |  |                             |  |  |                                             |  |
|                                           | 12. Chum Chukramol | …                           |                                             |  |  |       |  |  |                             |  |  |                                             |  |
|                                           | 12. Chum Chukramol | …                           |                                             |  |  |       |  |  |                             |  |  |                                             |  |
|                                           | 12. Chum Chukramol | …                           |                                             |  |  |       |  |  |                             |  |  |                                             |  |
| 6. Chu Chukramol                          | 12. Chum Chukramol |                             |                                             |  |  |       |  |  |                             |  |  |                                             |  |
|                                           |                    | …                           | …                                           |  |  |       |  |  |                             |  |  |                                             |  |
|                                           |                    | …                           | …                                           |  |  |       |  |  |                             |  |  |                                             |  |
|                                           |                    | …                           | …                                           |  |  |       |  |  |                             |  |  |                                             |  |
| 3. Srinagarindra                          |                    | …                           |                                             |  |  |       |  |  |                             |  |  |                                             |  |
|                                           |                    | …                           | …                                           |  |  |       |  |  |                             |  |  |                                             |  |
|                                           |                    | …                           | …                                           |  |  |       |  |  |                             |  |  |                                             |  |
|                                           |                    | …                           | …                                           |  |  |       |  |  |                             |  |  |                                             |  |
| 7. Kham Chukramol                         |                    | …                           |                                             |  |  |       |  |  |                             |  |  |                                             |  |
|                                           |                    | …                           | …                                           |  |  |       |  |  |                             |  |  |                                             |  |
|                                           |                    | …                           | …                                           |  |  |       |  |  |                             |  |  |                                             |  |
|                                           |                    | …                           | …                                           |  |  |       |  |  |                             |  |  |                                             |  |
|                                           |                    | …                           |                                             |  |  |       |  |  |                             |  |  |                                             |  |